# 유니슨캐피탈
유니슨캐피탈 주식회사(영어: Unison Capital, 일본어: ユニゾン・キャピタル 유니손캬피타루[*])는 일본계 사모펀드이다. 일본, 한국, 싱가포르에 법인을 두고 있다.

## 역사
1998년 재일교포 강중웅(노부요시 에하라) 회장이 설립하였다.

## 유니슨캐피탈코리아(UCK)
일본계 PEF인 유니슨캐피탈의 한국 법인으로 2013년 설립됐다.

### 투자
- 공차코리아: 2014년 공차코리아를 인수하고 2019년 미국계 PEF TA어소시에이츠에 매각하였다.[3]
- 메디트: 2019년 치과용 구강스캐너 기업 메디트를 인수했으며, 이 기업의 매각가는 3조원대로 평가되고 있다[4]
- 오스템임플란트: 인수를 추진하고 있다.[5]